# Снайдервілл (Юта)
Снайдервілл (англ. Snyderville) — переписна місцевість (CDP) в США, в окрузі Самміт штату Юта. Населення — 6744 особи (2020).

## Географія
Снайдервілл розташований за координатами 40°42′15″ пн. ш. 111°32′37″ зх. д. / 40.70417° пн. ш. 111.54361° зх. д. (40.704120, -111.543624).  За даними Бюро перепису населення США в 2010 році переписна місцевість мала площу 28,02 км², уся площа — суходіл.

## Демографія
Згідно з переписом 2010 року, у переписній місцевості мешкало 5612 осіб у 2222 домогосподарствах у складі 1429 родин. Густота населення становила 200 осіб/км².  Було 4695 помешкань (168/км²).
Расовий склад населення:
| - 91,4 % — білих - 2,1 % — азіатів - 0,4 % — корінних американців - 0,4 % — чорних або афроамериканців - 0,1 % — вихідців з тихоокеанських островів - 3,3 % — осіб інших рас |

До двох чи більше рас належало 2,3 %. Частка іспаномовних становила 7,9 % від усіх жителів.
За віковим діапазоном населення розподілялося таким чином: 26,6 % — особи молодші 18 років, 66,6 % — особи у віці 18—64 років, 6,8 % — особи у віці 65 років та старші. Медіана віку мешканця становила 38,6 року. На 100 осіб жіночої статі у переписній місцевості припадало 100,4 чоловіків;  на 100 жінок у віці від 18 років та старших — 100,0 чоловіків також старших 18 років.
Середній дохід на одне домашнє господарство  становив 132 215 доларів США (медіана — 100 477), а середній дохід на одну сім'ю — 156 585 доларів (медіана — 120 122). Медіана доходів становила 77 853 долари для чоловіків та 55 536 доларів для жінок. За межею бідності перебувало 4,1 % осіб, у тому числі 3,3 % дітей у віці до 18 років та 6,1 % осіб у віці 65 років та старших.
Цивільне працевлаштоване населення становило 3763 особи. Основні галузі зайнятості: мистецтво, розваги та відпочинок — 25,4 %, науковці, спеціалісти, менеджери — 19,2 %, освіта, охорона здоров'я та соціальна допомога — 12,8 %, фінанси, страхування та нерухомість — 9,6 %.